# Eleanor Hancock
Eleanor Hancock ist eine australische Historikerin.

## Leben
Nach dem Studium der Geschichtswissenschaft promovierte Hancock 1988 an der Australian National University mit einer Arbeit über den „totalen Krieg“, die 1992 von der St. Martin's Press veröffentlicht wurde. Anschließend unterrichtete sie an der Monash University.
Heute ist Hancock Professorin für Geschichte an der Australian Defence Force Academy an der University of New South Wales.
Öffentlich ist Hancock, die von 1995 bis zu seinem Tod 2004 mit dem Historiker Gunther E. Rothenberg (1923–2004) verheiratet war, vor allem durch Publikationen zu kriegsgeschichtlichen Themen hervorgetreten, so durch ihre Biographie Ernst Röhms von 2008.

## Schriften
- The National-Socialist Leadership and Total War. 1941–1945, 1992.
- Women and the State. Australian Perspectives, 1993.
- „Ernst Röhm and the Experience of World War I.“ In: The Journal of Military History. 60, 1996, S. 39–60.
- Ernst Röhm. Hitler's Chief of Staff, London 2008.
- mit Craig Stockings: Swastika over the Acropolis. Re-interpreting the Nazi Invasion of Greece in World War II (= History of Warfare; Vol. 92), Leiden/Boston: Brill 2013.

| Personendaten    | Personendaten             |
| ---------------- | ------------------------- |
| NAME             | Hancock, Eleanor          |
| KURZBESCHREIBUNG | australische Historikerin |
| GEBURTSDATUM     | 20. Jahrhundert           |